# Бонен, Инди
И́нди Бо́нен (нидерл. Indy Boonen; род. 4 января 1999, Бельгия) — бельгийский футболист, вингер клуба «Локерен-Темсе».

## Клубная карьера
Начал играть в футбол в академии бельгийского «Генка», за которую также выступали Кевин Де Брёйне и Тибо Куртуа. В 2015 году стал игроком юношеской академии «Манчестер Юнайтед». Провёл в юношеских и резервной командах «Юнайтед» три года. В 2018 году отказался подписывать с клубом трёхлетний контракт, приняв решение вернуться в Бельгию с целью получения игровой практики. Летом 2018 года подписал профессиональный контракт с клубом «Остенде» из высшего дивизиона чемпионата Бельгии.
28 июля 2018 года дебютировал в основном составе «Остенде»  в матче чемпионата Бельгии против «Мускрон-Перювельз», выйдя на замену Ришайро Живковичу. 22 сентября 2018 года впервые вышел в стартовом составе своей команды в матче чемпионата Бельгии против «Эйпена».

## Карьера в сборной
Выступал за юношеские сборные Бельгии разных возрастов.